# Calogrenant
Calogrenant est un chevalier de la Table Ronde, présent à la cour du roi Arthur dans la légende arthurienne. Il apparaît principalement au début du roman de Chrétien de Troyes Yvain ou le Chevalier au Lion, où il raconte une mésaventure honteuse qui lui est arrivée en forêt de Brocéliande. Selon le Lancelot-Graal, il est tué par Lionel, un autre chevalier d'Arthur.

## Étymologie
En Anglais, il est parfois nommé Colgrevance, et en ancien Gallois, Cynon ap Clydno.

## Description

### DansOwain, neu Iarlles y Ffynnon

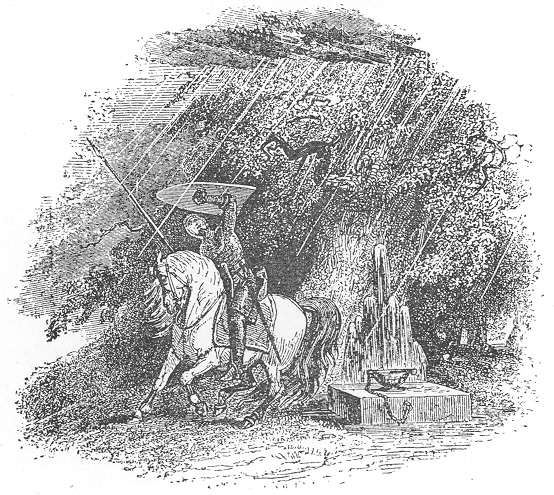
Owain ou Cynon se protégeant de la tempête surnaturelle déclenchée par la fontaine. Gravure extraite de l'édition 1902 des Mabinogion par Owen Morgan Edwards

Calogrenant apparaît sous le nom de Cynon dans le roman gallois Owain, neu Iarlles y Ffynnon (Owein, ou le conte de la Dame de la Fontaine), qui fait partie des Mabinogion. Cynon est connu par ailleurs dans la tradition galloise comme étant l'amant de la sœur d'Owain, Morfydd. C'est le fils de Clydno, éventuellement lié à Clyddno Eiddin.

### DansYvain, le Chevalier au lion

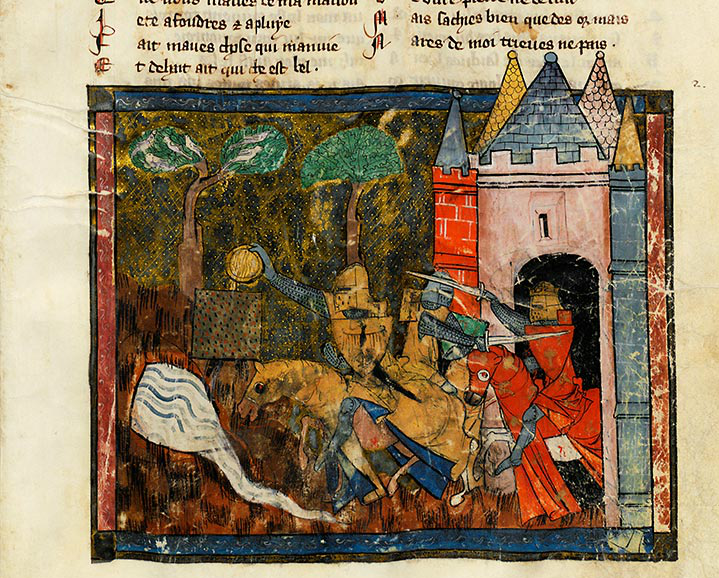
Enluminure d’Yvain ou le Chevalier au lion. Calogrenant verse de l'eau sur le parron de la fontaine, puis se retourne pour faire face au chevalier qui la garde. Bibliothèque nationale de France, manuscrit BN MS fr.1433, folio 65.

Bien qu'il semble n'être le personnage central d'aucun ouvrage, l'une de ses aventures est relatée dans les premiers chapitres du livre Yvain ou le Chevalier au Lion, écrit par Chrétien de Troyes. Calogrenant y est décrit comme « Un chevaliers mout avenans » (« un chevalier très avenant »).
Lors d'une fête de la Pentecôte, Arthur rassemble sa cour à Carduel, au Pays de Galles. Il se retire avec Guenièvre dans sa chambre, devant laquelle discutent les chevaliers Dodinel, Sagremor, Yvain, Gauvain, Keu et Calogrenant. La reine sort et Calogrenant la salue le premier. Keu lance une pique et incite Calogrenant à poursuivre son récit devant Guenièvre. Le chevalier tente d'éviter mais, face à l'insistance de la reine, il poursuit le récit de son aventure, qui s'est déroulée il y a plus de sept ans.
Parti en quête d'aventure, Calogrenant passe une nuit chez un vavasseur à l'orée de la forêt de Brocéliande, pour repartir le lendemain. En chemin, il rencontre un vilain qui lui parle d'une fontaine merveilleuse. Lorsqu'on verse de l'eau sur son perron, elle a le don de déclencher d'effroyables tempêtes. Il essaie, et se trouve aussitôt après attaqué par un chevalier, le gardien de la fontaine. Calogrenant perd le combat et rentre honteux. Il est pourtant le premier à revenir vivant de cette épreuve.
Après ce repas de Pentecôte, Yvain son cousin germain part le venger. Il prend le même chemin que Calogrenant, se rend à la fontaine, déclenche la tempête et se bat avec le gardien. Mais cette fois, c'est Yvain qui gagne.

### Autres récits
Dans le Lancelot-Graal mettant en scène Bohort et Lionel, Calogrenant tente de s'interposer entre les deux frères. Lionel, voulant se venger d'une humiliation sur Bohort, tue Calogrenant. Le personnage de Calogrenant apparaît également dans le roman Méraugis de Portlesguez de Raoul de Houdenc (XIIe siècle) et dans le Roman de Jaufré (XIIIe siècle).

## Analyses
Le narrateur s'implique beaucoup dans le récit de Calogrenant, notamment en réclamant l'attention des auditeurs : Calogrenant est moins un chevalier de la Table Ronde qu'un narrateur contant aux autres chevaliers, devenus ses auditeurs. Il insiste particulièrement sur le fait que son histoire n'est ni fable, ni songe, ni mensonge, sur la perte de son honneur, le fait que de cortois, il soit devenu vilain, et sur ce qu'il a vu et entendu, d'où l'abondance des mots vi et oï. Lors du récit, la confrontation du point de vue de Calogrenant avec ceux de Keu, de la reine et d'Yvain, ajoutent beaucoup de confusion. Cette confusion ambiante se poursuit au sein même du récit puisque, dès son arrivée en forêt de Brocéliande, le chevalier Calogrenant est mystifié.
L'apparition de Calogrenant dans Yvain ou le Chevalier au Lion n'est qu'un prétexte permettant de valoriser les exploits d'Yvain : pour réussir là où un autre chevalier d'Arthur a échoué, il faut une trempe exceptionnelle,. Le rôle de Calogrenant est, de ce fait, probablement basé sur une ironisation des exploits chevaleresques. Il se couvre de honte, ce qui est complètement à l'opposé du récit de chevalerie traditionnel.

## Interprétations modernes
Dans la série humoristique Kaamelott, Calogrenant, roi de Calédonie, est interprété par Stéphane Margot.